# Imentet
De godin Imentet of Amentet is een oud-Egyptische godin. Zij is de verpersoonlijking van het westen en van de necropolis van westelijke zijde van het Nijldal.

## Naam
Haar naam Imentet komt van het ideogram Imnt wat "westen" betekent. Het teken voor westen werd op twee manieren geschreven: een valk met een veer op een standaard of code R13 van de hiërogliefenlijst van Gardiner, de andere variant is een veer op een standaard, Code R14.

## Rol
De godin is aangetroffen op afbeeldingen in verschillende graven in het Oude Egypte. Ze verwelkomt de overledene en biedt deze water aan. Ze symboliseert de westelijke necropolis aan de andere kant van de Nijl.

## Verschijning
De godin Imentet of Amentet kan gemakkelijk worden herkend aan het symbool boven haar hoofd. Hoewel ze duidelijk kan worden onderscheiden van andere goden wordt ze vaak genoemd als manifestatie van Hathor of Isis.

## Afbeeldingen

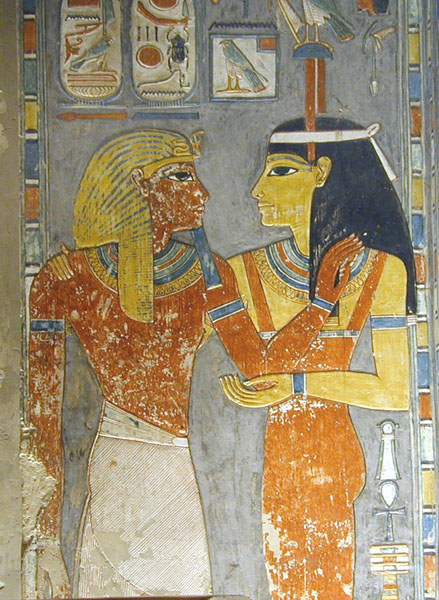
Wand van de grafkamer van Horemheb. Imentet ontvangt de koning, 18e dynastie van Egypte
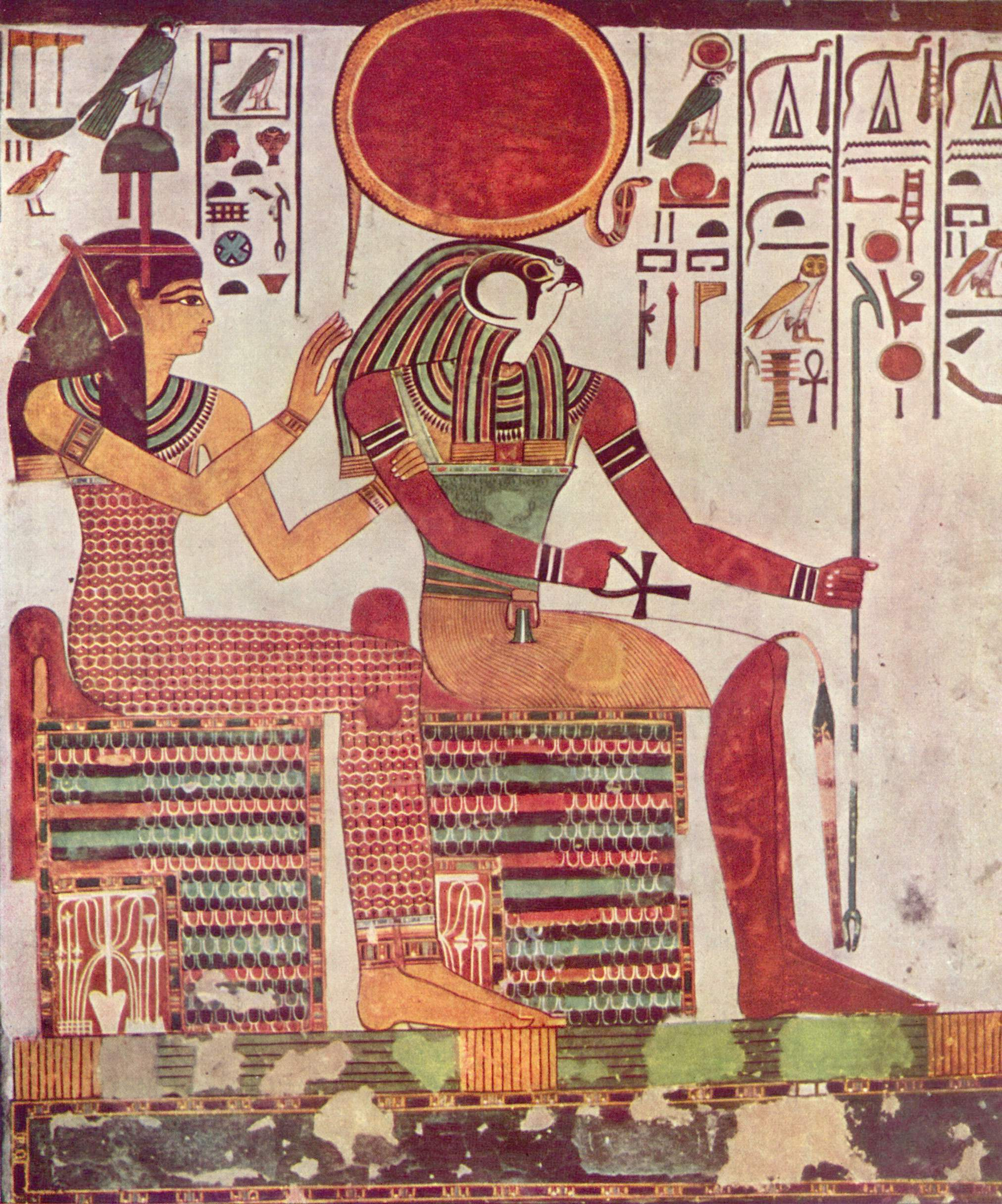
Imentet-Hathor (links) in het Graf van Nefertari, 19e dynastie van Egypte
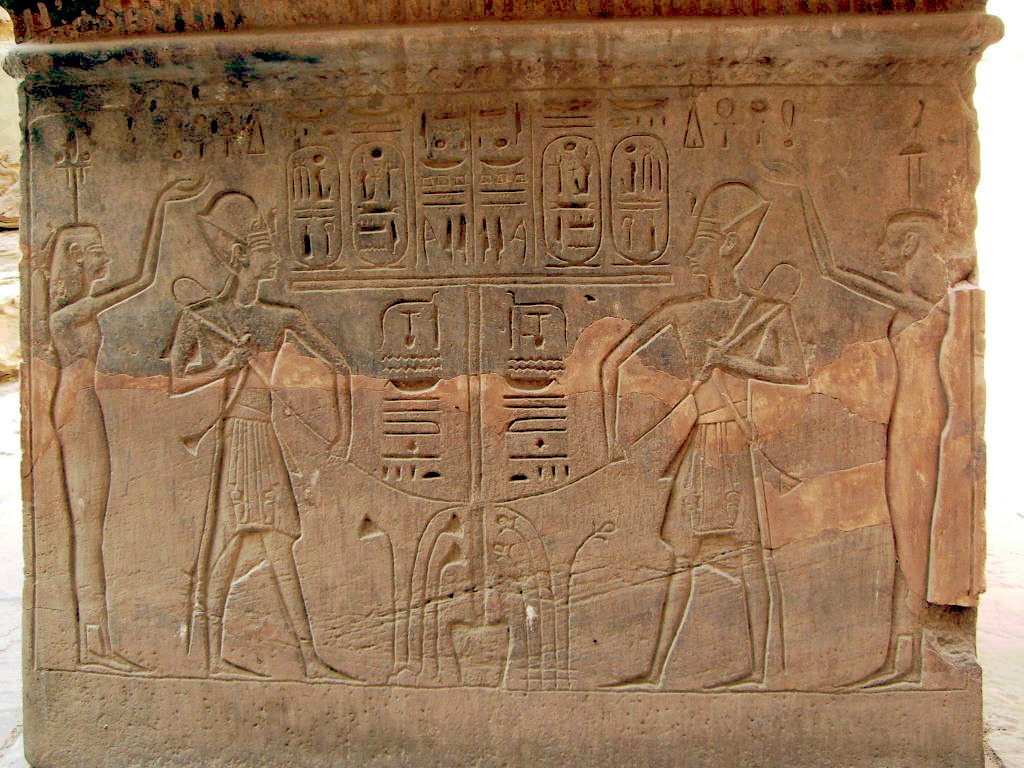
Reliëf dat Ramses III, uit de 20e dynastie van Egypte, uitbeeldt samen met de godinnen Iabet (Oosten) en Imentet (Westen)
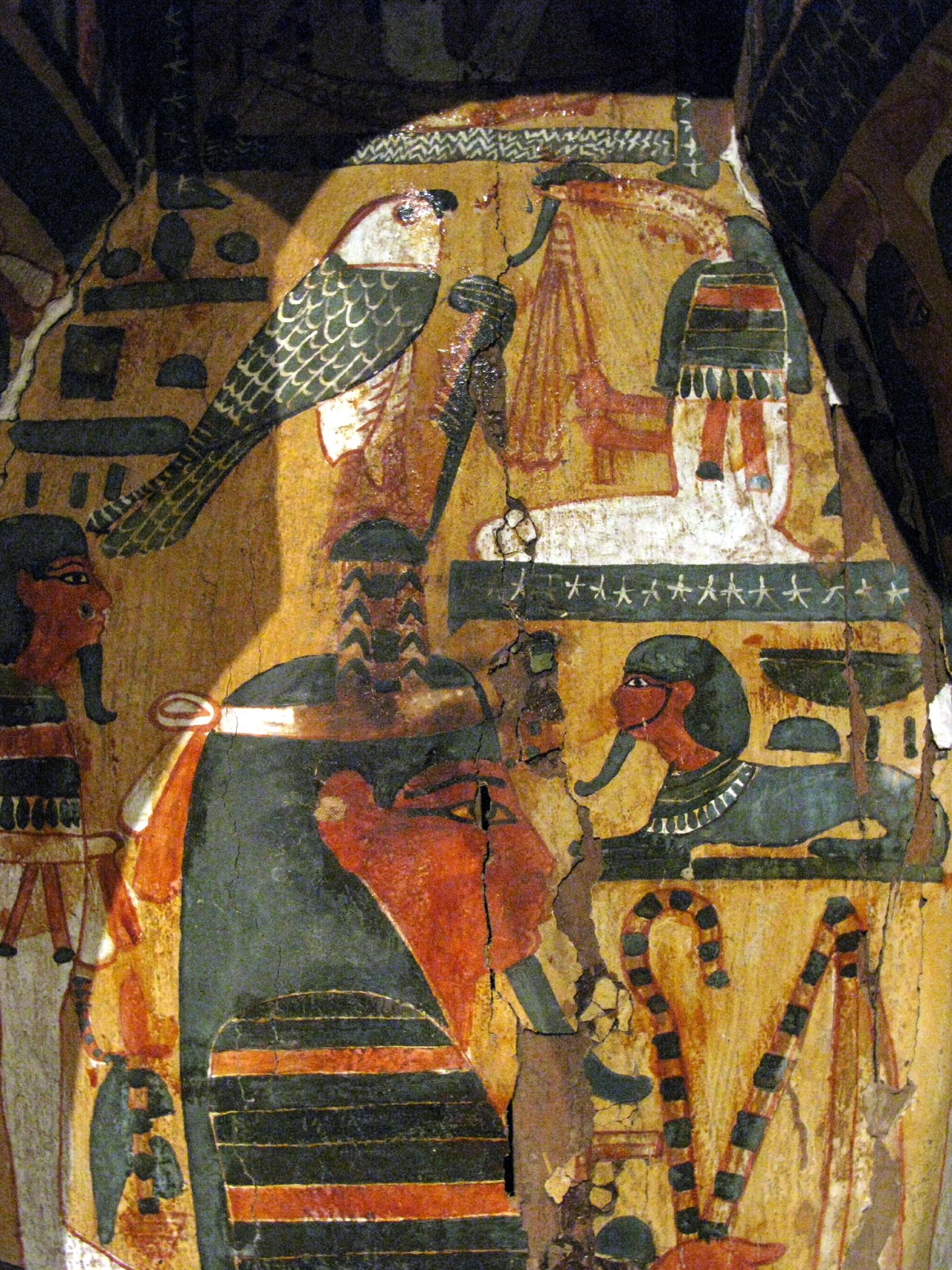
Kist uit de 21e dynastie van Egypte

Aker · Amaoenet · Ammit · Amenhotep, zoon van Hapoe · Amon · Amon-Re · Amset · Anat · Andjeti · Anhoer · Anubis · Anoeket · Apedemak · Apepi · Apis · Arensnuphis · Astarte · Atoem · Aton · Baäl · Baälat · Bat · Banebdjedet · Bastet · Benben · Benoe · Bes · Buchis · Chentiamentioe · Chepri · Chons · Doeamoetef · Geb · Hapy (Nijlgod) · Hapy (zoon van Horus) · Harmachis · Harpocrates · Hathor · Hatmehyt · Heh en Hehet · Heka · Heket · Herisjef · Hesat · Horus · Hoe · Iaret · Imhotep · Ishtar · Isis · Isis-Sothis · Kebehsenoef · Kek · Chnoem · Maät · Mandulis · Mentoe · Meretseger · Mesechenet · Min · Miysis · Mnevis · Moet · Naoenet · Nechbet · Nechen en Pe · Nefertem · Neith · Nennoe · Nephthys · Noen · Noet · Osiris · Pachet · Ptah · Qetesh · Ra · Renenoetet · Renpit · Resjef · Satet · Sechmet · Selket · Serapis · Sesjat · Seth · Sjoe · Sobek · Sokaris · Sopdet · Ta-Bitjet · Tabh · Tatenen · Taweret · Tefnoet · Thoth · Wadjet · Wepwawet · Werethekaoe ·